# Diaphlebopsis fissiceps
Diaphlebopsis fissiceps är en insektsart som beskrevs av Heinrich Hugo Karny 1931. Diaphlebopsis fissiceps ingår i släktet Diaphlebopsis och familjen vårtbitare. Inga underarter finns listade i Catalogue of Life.